# Нічия жінка
Нічия жінка (ісп. Mujer de nadie) — мексиканський телесеріал 2022 року у жанрі драми та створений компанією TelevisaUnivision. В головних ролях — Лівія Бріто, Маркус Орнеллас, Арап Бетке, Азела Робінсон, Синтія Клітбо.
Перша серія вийшла в ефір 13 червня 2022 року.
Серіал має 1 сезон. Завершився 45-м епізодом, який вийшов у ефір 12 серпня 2022 року.
Режисер серіалу — Фабіан Коррес, Хуан Пабло Бланко.
Сценарист серіалу — Леонардо Бечіні, Марія Елена Лопес, Клаудіо Лачеллі.
Продюсер серіалу — Жизель Гонсалес.
Серіал є адаптацією мексиканського серіалу «Мій гріх — у любові до тебе», 2004 року.

## Сюжет
Лусія живе в Чолулі з батьком Хакобо та мачухою Ісаурою, амбітною та жорстокою жінкою. Вона закохана в Альфредо, але він лише хоче скористатися її невинністю та чистотою. Коли у Хакобо трапляється серцевий напад, Альфредо та Ісаура прагнуть Еріберту запропонувати Лусію. Намагаючись втекти від Еріберто, Лусія зустрічає Фернандо. Лусію виганяють із дому за наказом Еріберто, і вона змушена жити зі своєю тіткою Олександрою. Лусія і Фернандо повинні впоратися з кількома ворогами, які проти їхнього щастя.

## Актори та ролі

### Головні
| Актор                | Роль                           |
| -------------------- | ------------------------------ |
| Лівія Бріто          | Лусія Арізменді Діас           |
| Каміла Нуньєс        | Лусія в дитинстві              |
| Маркус Орнеллас      | Фернандо Ортега Ібарра         |
| Арап Бетке           | Альфредо Теран                 |
| Азела Робінсон       | Алехандра Мадригал де Орта     |
| Синтія Клітбо        | Ісаура Хендерсон де Аризменді  |
| Плутарко Хаза        | Рафаель Лопес Монтес           |
| Марія Пенелья        | Касільда Гомес                 |
| Хуана Аріас          | Пауліна Альтамірано            |
| Кармен Ауб           | Роксана Васкес де Лопес        |
| Алекса Мартін        | Мішель Ортега Ібарра           |
| Ігнасіо Тахан        | Леонардо                       |
| Серхіо Бонілья       | Дієго Альтамірано              |
| Луїс Аррієта         | Карлос Ортега Ібарра           |
| Роса Марія Б'янкі    | Гертрудіс Уерта де Вальдепенья |
| Вероніка Лангер      | Марта Ібарра де Ортега         |
| Вероніка Мерчант     | Пілар Рівейра                  |
| Адальберто Парра     | Хувентіно «Юве» Уерта          |
| Енріке Сінгер        | Габіно Ільєскас                |
| Роберто Сото         | Еріберто Вальдепенья           |
| Але Мюллер           | Клаудія Соліс                  |
| Франциско Пізанья    | Педро                          |
| Ігнасіо Ріва Паласіо | Нестор                         |
| Клариса Гонсалес     | Сільвіа                        |
| Каталіна Лопес       | Домінга                        |
| Крістел Клітбо       | Антонія                        |

### Постійні та спеціальні гості
| Актор              | Роль              |
| ------------------ | ----------------- |
| Марко Тревіньо     | Якобо Арізменді   |
| Джаніціо Кабальєро | Якобо в молодості |
| Марко Ауреліо Нава | Гієна             |
| Гектор Ілланес     | Чіно              |
| Данило Уджус       | Бункер            |
| Армандо Андраде    | Пабло Ільєскас    |

## Сезони
| Сезон | Епізоди | Епізоди | Оригінальний показ | Оригінальний показ | Оригінальний показ |
| Сезон | Епізоди | Епізоди | Перший показ       | Останній показ     | Мережа             |
| ----- | ------- | ------- | ------------------ | ------------------ | ------------------ |
| 1     | 45      | 45      | 13 червня 2022     | 12 серпня 2022     | TelevisaUnivision  |

## Аудиторії
| Сезон | Країна  | Розклад       | Серії | Перший ефір         | Перший ефір        | Останній ефір       | Останній ефір      | Середня кількість глядачів (мільйони) |
| Сезон | Країна  | Розклад       | Серії | Дата                | Глядачі (мільйони) | Дата                | Глядачі (мільйони) | Середня кількість глядачів (мільйони) |
| ----- | ------- | ------------- | ----- | ------------------- | ------------------ | ------------------- | ------------------ | ------------------------------------- |
| 1     | Мексика | 21:30 — 22:30 | 45    | 13 червня 2022 року | 3,0                | 12 серпня 2022 року | 3,3                | 2,9                                   |

## Рейтинги серій

### Сезон 1 (2022)
| №  | Дата ефіру в Мексиці | Дата ефіру в США | Глядачі в Мексиці (мільйони) | Глядачі в США (мільйони) |
| 1  | 13 Червня 2022       | 28 Червня 2022   | 3.0                          | 1.30                     |
| 2  | 14 Червня 2022       | 29 Червня 2022   | 3.2                          | 1.18                     |
| 3  | 15 Червня 2022       | 30 Червня 2022   | 2.9                          | 1.32                     |
| 4  | 16 Червня 2022       | 1 Липня 2022     | 3.0                          | 1.15                     |
| 5  | 17 Червня 2022       | 4 Липня 2022     | 2.8                          | 1.07                     |
| 6  | 20 Червня 2022       | 5 Липня 2022     | 3.0                          | 1.16                     |
| 7  | 21 Червня 2022       | 6 Липня 2022     | 2.9                          | 1.28                     |
| 8  | 22 Червня 2022       | 7 Липня 2022     | 3.2                          | 1.40                     |
| 9  | 23 Червня 2022       | 8 Липня 2022     | 2.9                          | 1.31                     |
| 10 | 24 Червня 2022       | 11 Липня 2022    | 2.5                          | 1.24                     |
| 11 | 27 Червня 2022       | 12 Липня 2022    | 2.8                          | 1.10                     |
| 12 | 28 Червня 2022       | 13 Липня 2022    | 3.1                          | 1.23                     |
| 13 | 29 Червня 2022       | 14 Липня 2022    | 2.9                          | 1.27                     |
| 14 | 30 Червня 2022       | 15 Липня 2022    | 2.9                          | 1.13                     |
| 15 | 1 Липня 2022         | 18 Липня 2022    | 2.7                          | 1.16                     |
| 16 | 4 Липня 2022         | 19 Липня 2022    | 2.8                          | 1.13                     |
| 17 | 5 Липня 2022         | 20 Липня 2022    | 2.9                          | 1.12                     |
| 18 | 6 Липня 2022         | 22 Липня 2022    | 2.6                          | 0.93                     |
| 19 | 7 Липня 2022         | 25 Липня 2022    | 2.6                          | 1.18                     |
| 20 | 8 Липня 2022         | 27 Липня 2022    | 2.5                          | 0.99                     |
| 21 | 11 Липня 2022        | 28 Липня 2022    | 3.0                          | 0.89                     |
| 22 | 12 Липня 2022        | 29 Липня 2022    | 2.9                          | 0.88                     |
| 23 | 13 Липня 2022        | 1 Серпня 2022    | 2.9                          | 0.92                     |
| 24 | 14 Липня 2022        | 2 Серпня 2022    | 2.9                          | 1.00                     |
| 25 | 15 Липня 2022        | 4 Серпня 2022    | 2.7                          | 0.88                     |
| 26 | 18 Липня 2022        | 5 Серпня 2022    | 2.9                          | 1.05                     |
| 27 | 19 Липня 2022        | 8 Серпня 2022    | 3.0                          | 1.07                     |
| 28 | 20 Липня 2022        | 9 Серпня 2022    | 2.5                          | 0.91                     |
| 29 | 21 Липня 2022        | 11 Серпня 2022   | 3.0                          | 1.09                     |
| 30 | 22 Липня 2022        | 12 Серпня 2022   | 2.5                          | 1.06                     |
| 31 | 25 Липня 2022        | 15 Серпня 2022   | 2.7                          | 1.06                     |
| 32 | 26 Липня 2022        | 16 Серпня 2022   | 2.7                          | 1.04                     |
| 33 | 27 Липня 2022        | 17 Серпня 2022   | 2.8                          | 0.99                     |
| 34 | 28 Липня 2022        | 18 Серпня 2022   | 2.8                          | 0.99                     |
| 35 | 29 Липня 2022        | 19 Серпня 2022   | 2.6                          | 1.01                     |
| 36 | 1 Серпня 2022        | 22 Серпня 2022   | 2.6                          | 0.99                     |
| 37 | 2 Серпня 2022        | 23 Серпня 2022   | 2.9                          | 0.83                     |
| 38 | 3 Серпня 2022        | 24 Серпня 2022   | 3.0                          | 0.99                     |
| 39 | 4 Серпня 2022        | 25 Серпня 2022   | 3.0                          | 0.96                     |
| 40 | 5 Серпня 2022        | 26 Серпня 2022   | 3.0                          | 1.08                     |
| 41 | 8 Серпня 2022        | 29 Серпня 2022   | 3.1                          | 1.09                     |
| 42 | 9 Серпня 2022        | 30 Серпня 2022   | 3.1                          | 1.02                     |
| 43 | 10 Серпня 2022       | 1 Вересня 2022   | 3.0                          | 1.18                     |
| 44 | 11 Серпня 2022       | 2 Вересня 2022   | 3.0                          | 1.11                     |
| 45 | 12 Серпня 2022       | 5 Вересня 2022   | 3.3                          | 1.29                     |

## Інші версії
| Рік  | Країна  | Українська назва            | Оригінальна назва   | Кількість | Кількість | В головних ролях               | Компанія | Канал         |
| Рік  | Країна  | Українська назва            | Оригінальна назва   | сезонів   | серій     | В головних ролях               | Компанія | Канал         |
| ---- | ------- | --------------------------- | ------------------- | --------- | --------- | ------------------------------ | -------- | ------------- |
| 2004 | Мексика | Мій гріх — у любові до тебе | Amarte es mi pecado | 1         | 95        | Ядіра Каррільо, Серхіо Зендель | Televisa | Las Estrellas |